# 支笏湖いとう温泉
支笏湖いとう温泉（しこつこいとうおんせん）は、北海道千歳市の支笏湖北岸にあった温泉。
2013年以降、施設は閉鎖、解体されている。本項で記載のデータ等は旧施設のものである。

## 泉質
- ナトリウム・カルシウム - 塩化物・炭酸水素塩・硫酸塩泉
  - 源泉温度45.4℃
  - 湧出量 - 毎分100L使用
  - pH - 6.77
  - 知覚試験 - 無色 透明 無味 無臭
  - 密度 - 0.9995
  - 蒸発残留物 - 1.336 g/kg

## 特徴
- ボーリングなどの強制採取を行わず、自然湧出しているもののみを使用していた。
- 源泉100%掛け流しであった。
- 季節限定（4月下 - 11月中）の温泉。自然湧出する温泉湯の水位は支笏湖の水位と同調していた。冬から春先にかけて降雪による湖内流入降水量の減少により支笏湖水位が下がるため、温泉水位も同調して減少。よって冬期間の一時的枯渇が期間営業の理由となっていた。

## 歴史
- 1955年（昭和30年） - 千歳市の木材会社伊藤木材が当温泉を創業する。
- 1996年（平成8年） - 千歳市の旅館業「ティーアールエス」が当温泉を購入し、営業を継続する。
- 2013年（平成25年） - 「ティーアールエス」が当温泉を栃木県日光市・鬼怒川温泉で鬼怒川温泉ホテルなどの旅館を運営する金谷ホテル観光グループに売却。4月からグループ関連会社「KANAYA」が運営を引き継ぐ[1]。同グループは当温泉とともに、1983年頃に廃業した旧支笏湖プリンスホテル跡地の営業権も取得しており、いとう温泉と一体での活用を検討していると報じられた[2]。KANAYAでは、当初リニューアルの後7月のオープンを目指していたが、施設内部の老朽化が激しいことから、2014年4月に延期することを明らかにした[3]。
- 2014年（平成26年）1月 - 金谷ホテル観光グループは、支笏湖温泉旅館組合の新年交礼会において、いとう温泉跡地に客室10室程度の温泉施設を建設し、同年秋にもオープンする予定を明らかにした。再活用を考えていた旧施設の基礎部分が利用に適さず解体が必要となり時期がずれこんだとしていた。新施設は静かに自然と温泉を楽しみたい首都圏のシニア層をターゲットとするとしていた。また、10室程度のコテージ等の第2期オープンも検討されていた[4]。
- その後も計画は延期され、KANAYA RESORTSのウェブサイトでは2017年（平成29年）中の北海道支笏湖での事業展開を検討している旨が表明されていたが[5]、その後ウェブサイトからも支笏湖への展開に関する記述は削除され再建の動きは具体化していない。

## アクセス
- 住所：北海道千歳市幌美内（ポロピナイ）番外地
- マイカー : 新千歳空港から国道36号・北海道道16号支笏湖公園線・北海道道730号丸駒線を経て約60分。札幌から国道453号・北海道道730号丸駒線を経て約80分。

## 周辺
- 日本の温泉地一覧
- 支笏湖温泉
- 恵庭岳
- 樽前山
- 風不死岳
- オコタンペ湖